# 唄う幌馬車
『唄う幌馬車』(うたうほろばしゃ、All Time Favorites by Kazuya Kosaka)は、小坂一也のアルバム。1958年7月に日本コロムビアからリリースされた。

## 収録曲
Side 1
1. ワゴン・マスター
2. ハートブレイク・ホテル
3. テキサスの黄色いバラ
4. 監獄ロック

Side 2
1. オンボロ人生
2. 青春サイクリング
3. 雨に歩けば
4. 心にしみるブルース

## パーソネル
- 小坂一也（歌）
- ワゴン・マスターズ（伴奏） *1-1〜4, 2-1, 2-3
- ダーク・ダックス（コーラス） *1-3
- 鈴木章治とリズムエース（伴奏） *2-4
- コロムビア・オーケストラ（伴奏） *2-2